# Broadford
Broadford, schottisch-gälisch: An t-Àth Leathann: „die breite Furt“, ist mit 747 Einwohnern nach Portree der zweitgrößte Ort der schottischen Insel Skye (Isle Of Skye). Mit einem Supermarkt, einer durchgehend geöffneten Tankstelle, einigen Restaurants und Hotels, sowie einem Museum und einer Jugendherberge gilt es als wichtiges Dienstleistungszentrum der dünn besiedelten Insel. Außerdem befindet sich in Broadford das wichtigste Krankenhaus der Region.

## Geschichte
1322 fand im Bereich des heutigen Broadford eine Schlacht zwischen den Clans der Frasers und den MacLeods statt. Die erste Erwähnung fand die Ortschaft jedoch erst im späten 18. Jahrhundert als Viehmarkt. Im Jahre 1812 wurde die Straße von Kyleakin nach Portree (heute verläuft dort die A87) gebaut und damit eine wichtige infrastrukturelle Voraussetzung für das Wachstum des Ortes geschaffen. In dieser Zeit existierte in Broadford auch eine Whisky-Brennerei, die jedoch nicht lange Bestand hatte.

## Lage
Broadford befindet sich im südöstlichen Teil der Insel Skye und gehört zur Civil parish Strath. Der Ort ist nach rund 13 Kilometern die erste nennenswerte Siedlung auf Skye, wenn man nach Überquerung der 1995 eröffneten Skye Bridge dem Verlauf der A87 folgt.

## Sonstiges
Es gibt einen Titel der Rockband Jethro Tull mit dem Namen Broadford Bazaar, der nach diesem Ort benannt ist. Das Stück wurde auf den CDs Nightcap und Heavy Horses – dort als Bonusstück – veröffentlicht.